# HMAS Berrima
HMAS Berrima était un paquebot qui a servi dans la Royal Australian Navy (RAN) pendant la Première Guerre mondiale. Lancé en 1913 sous le nom de SS Berrima, le navire de la P&O a d'abord transporté des immigrants du Royaume-Uni vers l'Australie via Le Cap. En août 1914, le Berrima a été réquisitionné pour un usage militaire.